# 에이다 (프로그래밍 언어)
에이다(Ada)는 구조화되고, 정적인 형태를 가지고, 명령적이며, 객체 지향적인 고급 컴퓨터 프로그래밍 언어이다. 처음에는 1977년에서 1983년까지 수백 개의 프로그래밍 언어를 대신할 목적으로 CII 허니웰 벌의 진 이히비아가 주도한 팀에서 고안된 것이다. 에이다는 C나 C++와 몇 가지 작업이 같지만, 매우 강력한 유형 시스템의 언어이다.
에이다는 컴퓨터 프로그래밍을 발명하는 데 공헌한 에이다 러브레이스(1815~1852년)의 이름을 딴 것이다.

## 역사
1970년대에 에이다(Ada)는 미국 국방성(Department of Defence: DoD)을 위해서 개발되었고, DoD의 컴퓨터 응용 분야의 대부분이 임베디드 프로그램이었다. 하드웨어에 의존성 때문에 각기 다른 언어를 설계해서 사용되었다. 소프트웨어의 재사용성은 거의 없었다. 소프트웨어의 복잡성의 증가와 표준화되지 않은 언어들로 인하여 소프트웨어 개발 비용이 급증한다. 이러한 이유 때문에 1974년에 미국의 육, 해, 공군은 각기 독립적으로 운영되던 내장 시스템을 단일한 언어로 개발하기 위해 고급언어의 개발을 제안한다.

## 예

### 헬로 월드
언어의 구문의 일상적인 예로 들 수 있는 헬로 월드 프로그램:
```
with
 
Ada.Text_IO
;

procedure
 
Hello
 
is

begin

  
Ada
.
Text_IO
.
Put_Line
(
"Hello, world!"
);

end
 
Hello
;

```

### 자료형
```
type
 
Day
 
is
 
range
 
1
 
..
 
31
;

type
 
Month
 
is
 
range
 
1
 
..
 
12
;

type
 
Year
 
is
 
range
 
1800
 
..
 
2100
;

type
 
Date
 
is

   
record

     
Day
   
:
 
Day
;

     
Month
 
:
 
Month
;

     
Year
  
:
 
Year
;

   
end record
;

```

### 제어 구조
```
while
 
a
 
/=
 
b
 
loop

  
Ada
.
Text_IO
.
Put_Line
 
(
"Waiting"
);

end
 
loop
;

if
 
a
 
>
 
b
 
then

  
Ada
.
Text_IO
.
Put_Line
 
(
"Condition met"
);

else

  
Ada
.
Text_IO
.
Put_Line
 
(
"Condition not met"
);

end
 
if
;

for
 
i
 
in
 
1
 
..
 
10
 
loop

  
Ada
.
Text_IO
.
Put
 
(
"Iteration: "
);

  
Ada
.
Text_IO
.
Put
 
(
i
);

  
Ada
.
Text_IO
.
Put_Line
;

end
 
loop
;

loop

  
a
 
:=
 
a
 
+
 
1

  
exit
 
when
 
a
 
=
 
10
;

end
 
loop
;

case
 
i
 
is

  
when
 
0
 
=>
 
Ada
.
Text_IO
.
Put
(
"zero"
);

  
when
 
1
 
=>
 
Ada
.
Text_IO
.
Put
(
"one"
);

  
when
 
2
 
=>
 
Ada
.
Text_IO
.
Put
(
"two"
);

end
 
case
;

```

### 패키지, 프로시저, 함수
```
with
 
Ada.Text_IO
;

package
 
Mine
 
is

  
type
 
Integer
 
is
 
range
 
1
 
..
 
11
;

  
i
 
:
 
Integer
 
:=
 
Integer
'
First
;

  
procedure
 
Print
 
(
j
: 
in
 
out
 
Integer
)
 
is

    
function
 
Next
 
(
k
: 
in
 
Integer
)
 
return
 
Integer
 
is

    
begin

      
return
 
k
 
+
 
1
;

    
end
 
Next
;

  
begin

    
Ada
.
Text_IO
.
Put_Line
 
('
The
 
total
 
is
:
 
',
 
j
);

    
j
 
:=
 
Next
 
(
j
);

  
end
 
Print
;

begin

  
while
 
i
 
<
 
Integer
'
Last
 
loop

    
Print
 
(
i
);

  
end
 
loop
;

end
 
Mine
;

```